# Soleto
Soleto község (comune) Olaszország Puglia régiójában, Lecce megyében.

## Fekvése
A Salentói-félszigeten fekszik, Leccétől délre, Otranto és Gallipoli között félúton.

## Története
Soleto görög alapítású város, lakosainak nagy része napjainkban is a görög nyelv egy változatát, a grikót beszéli. A várost az 5. században nyert püspöki székhelyi rangot és a konstantinápolyi pátriárkának volt alárendelve. 1055-ben alapította meg Robert Guiscard a Soletói Grófságot, amely 1266-ig állt fenn. Ekkor a Tarantói Hercegséghez csatolták. A 13. században a Nápolyi Királyság Anjou-házi uralkodói hűbérbirtokká tették. A kisváros támogatta az 1799-es Parthenopéi Köztársaságot. Önállóságát 1806-ban nyerte el.

## Népessége
A népesség számának alakulása:

## Főbb látnivalói
- a 14. századi campanille (harangtorony), a Maria Santissima Assunta-templom tornya
- a történelmi belváros udvaros házai (casa a corte)
- a 12. századi Santo Stefano-templom